# نیلز نیرگارد
نیلز نیرگارد (دانمارکی: Niels Neergaard; ۲۷ ژوئن ۱۸۵۴ – ۲ سپتامبر ۱۹۳۶) یک سیاست‌مدار، تاریخ‌نگار، و روزنامه‌نگار اهل دانمارک بود.